# رود قره‌سو
قره‌سو رودخانه‌ای در ناحیهٔ ترکمن صحرا در شمال شرق ایران است. این رود از کوه قلعه موران (تانقر قارقان) رامیان که در جنوب شهرستان گنبدکاووس واقع شده سرچشمه گرفته و در آق باش تپه در قسمت جنوبی ترکمن‌صحرا دلتائی تشکیل می‌دهد. قره سو پس از گذشتن از جنوب بندر ترکمن در ناحیه قره سو به دریای خزر می‌ریزد.